# Motsi Mabuse
Motshegetsi "Motsi" Mabuse (Provincia del Noroeste, 11 de abril de 1981) es una bailarina de salón y coreógrafa sudafricana, más conocida por su participación en Let's Dance, la versión alemana de Strictly Come Dancing. Originalmente apareció como bailarina profesional, pero luego se convirtió en jueza en el programa. El 22 de julio de 2019, se anunció que Mabuse reemplazaría a Darcey Bussell como juez en la temporada 17 de Strictly Come Dancing.

## Primeros años
Mabuse nació en Mankwe en 1981 en lo que entonces era la República nominal de Bofutatsuana. Su lugar de nacimiento se convirtió en parte de Sudáfrica y su familia se mudó a Pretoria cuando tenía cinco años. Mientras estaba en Pretoria, nació su hermana Oti Mabuse y ambas se interesaron por el baile.

## Carrera

### Baile
Se esperaba que Mabuse se convirtiera en abogada y se uniera al bufete de abogados de familia, pero le intrigaba bailar mientras estudiaba en la Universidad de Pretoria. Su educación cambió al baile y en 1998 fue finalista en los campeonatos nacionales. Al año siguiente compitió con su pareja de baile, Timo Kulczak, en el Campeonato Abierto Británico en Blackpool. Se casaron en 2003 y participaron en competencias internacionales de danza desde su traslado a Alemania.
En 2013 ganó el concurso de baile latino alemán con el bailarín ucraniana Evgenij Voznyuk. Al año siguiente, su matrimonio con Kulczak terminó y publicó un libro sobre su vida en Alemania. En 2015 estuvo con Voznyuk. Se convirtió en Motsi Mabuse-Voznyuk en una pequeña ceremonia legal antes de celebrar con más invitados en Mallorca en 2017.

### Televisión
Mabuse se dio a conocer en Alemania en 2007 a través de la segunda temporada del espectáculo de baile Let's Dance de RTL, en el que bailó con Guildo Horn, con quien fue eliminada en el quinto programa terminando en sexto lugar. En 2010, bailó en la tercera temporada en el programa con Rolf Scheider y se ubicaron en el quinto lugar. En el primer episodio, la pareja ya había sido eliminada, pero regresó después del retiro voluntario de Arthur Abraham. Desde 2011, Mabuse forma parte del jurado con Joachim Llambi y Jorge González.
Mabuse estaba entre el equipo de transmisión de ARD para la Copa Mundial de Fútbol de 2010 y entregó informes de antecedentes de Sudáfrica. En 2011, reemplazó a Bruce Darnell en el jurado de la quinta temporada de Das Supertalent. También fue jueza en la versión alemana de Stepping Out en 2015.

### Otros trabajos
En 2016 hizo su debut como actriz en la 66a fiesta del Festival de Bad Hersfeld en Las brujas de Salem dirigida por Dieter Wedel. El mismo año fue miembro del jurado del programa de RTL II, Curvy Supermodel – Real. Nice. Curvy. En 2018 se convirtió en la presentadora del nuevo programa de estilismo, Who Makes Me Beautiful en RTLplus.

## Vida personal
Desde 2003 hasta 2014, estuvo casada con el también bailarín Timo Kulczak. En 2015, se confirmó su relación con Evgenij Voznyuk. Se convirtió en Motsi Mabuse-Voznyuk en una pequeña ceremonia legal en Mallorca en 2017 y tuvieron a su hija al año siguiente.

## Filmografía
| Año           | Título                | Papel     | Notas            |
| ------------- | --------------------- | --------- | ---------------- |
| 2007, 2010    | Let's Dance           | Bailarina | Temporadas 2 y 3 |
| 2011–presente | Let's Dance           | Juez      |                  |
| 2011          | Das Supertalent       | Juez      | Temporada 5      |
| 2015          | Stepping Out          | Juez      |                  |
| 2019–presente | Strictly Come Dancing | Juez      | Temporada 17     |

## Otras lecturas
- Mabuse, Motsi (2014). Chili im Blut: Mein Tanz durchs Leben (en alemán). Ehrenwirth Verlag. ISBN 978-3-431-03913-9.